# (9166) 1987 SC6
(9166) 1987 SC6 (1987 SC6, 1991 GP2) — астероїд головного поясу, відкритий 21 вересня 1987 року.
Тіссеранів параметр щодо Юпітера — 3,179.